# Залізняк-Охримович Олена Юліанівна
Олена Юліанівна Охримович, в шлюбі Залізняк-Охримович (нар. березень 1886 — пом. 12 червня 1969) — українська громадська діячка, етнографка, журналістка та феміністка, очільниця жіночих організацій в канадській діаспорі, таких як Український жіночий союз, Світова федерація українських жіночих організацій, авторка статей про відомих українок.

## Життєпис
Народилась в с. Сенечів Долинського повіту (Галичина) в сім'ї священника. Брат Володимир — відомий український адвокат, етнограф, фольклорист, культурний та громадсько-політичний діяч. з 1896 по 1899 рр. провчилась в народній школі, в Стрию. У 1905 закінчила академічну гімназію у Львові, а в 1906 вступила до Львівського університету на філософський факультет, де студіювала українську мову й латину. 1907 студенткою стала членкинею Кружка українських дівчат, співредакторкою жіночого журналу «Мета». Брала участь у діяльності Студентського союзу, товариства "Академічна громада", "Просвіта". 1909–1914 була членкинею Жіночої громади. Входила до нелегального Комітету Української молоді, завданням якого було вести боротьбу за українізацію Львівського університету. 
Вела курси неграмотних в «Просвіті» та читальнях Львівського повіту, а також у «Кружку ім. Ганни Барвінок» проводила курси української мови для учнів польських шкіл. 
За прикладом старшого брата Володимира вивчала народні звичаї та обряди Бойківщини, записувала фольклор. Зокрема, в с. Волосянка Сколівського району, де жила її старша сестра Ольга Ревакович, вивчала похоронно-поминальні традиції та обряди, що виконувалися при померлому. 1910 року в Етнографічних збірниках НТШ був надрукований її нарис про голосіння. Два роки працювала в Музеї Шептицького, де впорядковувала цінну збірку вишивок із Наддніпрянщини. 
У 1910 році одружилася з Миколою Залізняком, політичним емігрантом родом з Мелітополя. 
Після закінчення університету (1913 р.) Олена Охримович учителювала в гімназії Сестер василіянок та в учительській семінарії Українського педагогічного товариства.
На початку 1915 року Олені Охримович-Залізняк вдалося перебратися через Червоний Хрест до Відня, де сформувався великий осередок українського життя і де тоді перебував її чоловік. У Відні народила двох дітей – Оленка (1917) та Юліан (1919).  У 1920 у Відні ініціювала і заснувала першу жіночу організацію в українській діаспорі — Український жіночий союз, 1921 заснувала секцію студенток товариства «Січ», працювала у Комітеті допомоги пораненим і полоненим воякам, брала активну участь в Українській Секції Ліги Миру і Свободи.
Разом з чоловіком, дипломатом Української Держави, працювала у Гельсінкі (Фінляндія) й Львові. 1927 року з сім'єю переїхала до Львова. Олена Залізняк очолювала фахову школу в жіночому кооперативі «Труд», входила до редколегії журналу «Нова хата», на сторінках львівського двотижневика «Жінка» друкувала матеріали про жіночу фахову освіту, фізичне виховання молоді, кооперативну справу. Чоловік її на той час працював редактором газети «Діло» (1927–1928).
За три дні до початку Другої світової війни Олена Залізняк з дітьми виїхала до Відня. Працювала перекладачкою у Військовому Віденському Округу. Син Юліан був призваний до німецької армії, воював на східному фронті, 25 липня 1941 року дістав важке поранення під Києвом (втратив руку) і за клопотаннями Олени Залізняк повернувся на лікування у Відень. Дочка Олена одружилася з Богданом Весоловським, композитором-піснярем, під танго і фокстроти якого у 1930-х танцював чи не увесь україномовний Львів. В роки війни у них народилися двоє синів, Олена Охримович жила з дочкою та допомагала доглядати внуків. Микола Залізняк був на той час під наглядом гестапо, навіть деякий час був заарештований і, тому родина вирішила не наражатись на небезпеку і жила окремо. Під час бомбардування Відня в кінці 1944 року Олена Залізняк чудом залишилась жива – дочка попросила зійти з нею до підвалу, щоб допомогти занести хвору дитину. В руїнах будинку загинула сестра Богуслава Мацілинська, яка на той час проживала у Олени Залізняк. У 1945 році радянські спецслужби заарештували Миколу Залізняка, він був засуджений до 15 років ув’язнення. У 1950 році він помер у тюрмі м. Перм.

### В еміграції
На початку 1950-х рр. Олена Охримович-Залізняк переїхала до м. Монреаль (Канада). Брала активну участь у діяльності Організації українок Канади, де опікувалася зв'язками з жіночими організаціями у Світовій федерації українських жіночих організацій (СФУЖО). 1956 очолила СФУЖО. Під її керівництвом улітку 1959 у Нью-Йорку (США) відбувся 2-й Конгрес СФУЖО. Організувала по всьому світу протестні акції на підтримку антикомуністичної революції в Угорщині 1956, створила Фонд п'ятисот у пам'ять жінок, полеглих у Кенгірському повстанні.
1965 на заклик Олени Охримович охопити піклуванням кожну українську родину в діаспорі, яка потребує допомоги, в Канаді було розширено мережу громадянської опіки. Як представниця жінок у секретаріаті Світового конгресу вільних українців очолювала комісію зі справ жіночих організацій.
Багато уваги приділяла культурно-освітній діяльності СФУЖО серед українців діаспори. За почином Охримович у Монреалі створено перший «Читацький гурток» (1960), проводилися літературні конкурси СФУЖО, конкурси Фундації Марусі Бек, почав виходити у світ бюлетень СФУЖО «Українка в світі» (з 1963).
Написала низку статей про видатних жінок України: Ольгу Басараб, Наталію Кобринську, Софію Русову, Костянтину Малицьку.
Похована Олена Залізняк в Монреалі 12 червня 1969 року, на її могилі встановлено пам'ятник.